# 美丽的囚徒
《美丽的囚徒》是长春电影制片厂制作的一部电影，故事发生在中国东北的满洲国时期，该片于1986年上映。

## 剧情
江防舰队少将殷祚堃之女殷红聪明美丽，在被白俄匪徒绑架中与中共地下党员石勇相识，并被其救出，对其心怀好感。后在石勇的爱国思想的影响下，帮助他进入了江防舰队。石勇在比武中战胜了日本武士道名手岗野，为中国人出了气，也赢得了水兵们的拥戴。江防舰队上的中国水兵深受日本人的欺压和迫害，石勇鼓动他们和日本人对抗，并在殷红提供情报的帮助下，杀死日本军官，率领东亚、大同两舰起义。日本人闻讯震怒，派中校军官肇玉玺前来调查，殷祚堃为保住官位而不惜牺牲女儿，殷红在反抗中打死了肇玉玺而被捕。殷红的恋人，中尉军法官陆煜良负责查办此案，他在殷红的启发和影响下醒悟，日本人要把殷红押往731部队做细菌实验，陆煜良假传命令，要提前枪决殷红，他自己则和敌人同归于尽……

## 演员表
- 殷  红 - 陶慧敏

殷祚堃的女儿，因被匪徒绑架被石勇救出而对他心怀好感，并受其爱国思想影响，后因杀死企图侮辱她的伪满洲国中校军官肇玉玺而被处决。
- 陆煜良 - 王福友

伪满洲国中尉军法官，受殷红启发而醒悟，最终和敌人同归于尽。
- 石  勇 - 牛  飘

中共地下党员，后得殷红帮助进入江防舰队，唤醒舰队水兵的爱国意识，并率领东亚、大同两舰起义。
- 白月娥 - 潘沙泉

村姑，为救殷红而丧生。
- 殷祚堃 - 田吉海

伪满洲国江防舰队少将

### 其它演员
- 潘德民
- 牛皎寰
- 凌慧
- 关新伟
- 尹大为
- 黄达亮
- 沈德贞